# Dominika Kopińska
Dominika Kopińska, née le 11 octobre 1999 à Nowe, est une footballeuse internationale polonaise. Elle évolue actuellement au milieu de terrain au Dijon FCO.

## Biographie

### En club
Dominika Kopińska commence sa carrière au Wisła Nowe. Elle joue ensuite à l'Unifreeze Górzno, puis au Sztorm Gdańsk.
En 2018, elle signe au Medyk Konin. À la fin de la saison, elle marque en finale de coupe de Pologne face au Czarni Sosnowiec (4-3) et soulève le trophée.
Au début de l'année 2021, elle se blesse à la main, puis ne parvient pas à retrouver une place de titulaire au Medyk, qui termine au pied du podium en championnat.
Elle rejoint l'UKS SMS Łódź, vice-champion de Pologne, à l'intersaison 2021. Elle remporte le championnat 2021-2022 en terminant meilleure buteuse.
En 2022-2023, elle remporte la coupe de Pologne avec Łódź, inscrivant le deuxième but de la large victoire du club face à Gdańsk en finale (5-0). Le club finit troisième en championnat, alors qu'il était en course pour le titre jusqu'à la dernière journée. Kopińska inscrit 20 buts, ce qui fait d'elle la meilleure buteuse du championnat pour la deuxième saison consécutive.
À l'issue de la saison, elle rejoint le FC Fleury dans le championnat de France. Après 21 matches et 2 buts avec le club francilien, elle signe en 2025 au Dijon FCO.

### En sélection
Le 9 avril 2018, elle dispute son premier match avec la sélection polonaise, entrant en jeu en toute fin de match pour remplacer Dominika Grabowska.